# من الخوخ المغبر
من الخوخ المغبر أو من الخوخ الدقيقي (الاسم العلمي: Hyalopterus pruni). حشرة من نصفيات الأجنحة وفصيلة المنية. تتغذى عن طريق مص نسغ النباتات.

## المضيف
عادًة ما يكون المضيف من أنواع الخوخ (جنس)، خوخ، دراق، مشمش، لوز، قيصوب، وغاب عملاق .